# 主産物
主製品(しゅせいひん)、主産物(しゅさんぶつ)、主生成物(しゅせいせいぶつ) (英: main product)は、共同生産プロセス内で正味実現可能価額（NRV）のかなりの部分を生成する共同生産品である。つまり、基本的に、価値が高いほうが主産物、低いほうが副産物である。コスト管理の観点では、コストは主産物のために支払い副産物のためには支払われないため、このような区別を行う。 